# Udzikowo
Udzikowo (deutsch Udzikau, 1938 bis 1945 Mertinsfelde) ist ein ehemaliges Dorf in Polen. Die Ortsstelle liegt in der Woiwodschaft Ermland-Masuren im Gebiet der Gmina Grunwald (Landgemeinde Grünfelde) im Powiat Ostródzki (Kreis Osterode in Ostpreußen).
Die Dorfstelle Udzikowos liegt im südlichen Westen der Woiwodschaft Ermland-Masuren, 22 Kilometer südlich der Kreisstadt Ostróda (deutsch Osterode in Ostpreußen). Der Ort bestand aus ein paar Höfen und Gehöften. 1874 kam der Gutsbezirk Udzikaus zum neu errichteten Amtsbezirk Frögenau (polnisch Frygnowo) im Kreis Osterode in Ostpreußen, Regierungsbezirk Königsberg (1905 bis 1945: Regierungsbezirk Allenstein), in der preußischen Provinz Ostpreußen. Am 6. Mai 1878 schlossen sich die Nachbargutsbezirke Mertinsdorf und Udzikau zur neuen Landgemeinde Mertinsdorf zusammen. Udzikau wurde 1938 (evtl. bereits früher) in „Mertinsfelde“ umbenannt.
1945 wurde in Kriegsfolge das gesamte südliche Ostpreußen an Polen abgetreten. Mertinsfelde erhielt die polnische Namensform „Udzikowo“, war aber kein eigens genannter Ort mehr und ist in Marcinkowo (Mertinsdorf) aufgegangen. Somit liegt er heute im Gebiet der Gmina Grunwald (Landgemeinde Grünfelde) mit Sitz in Gierzwałd (Geierswalde) im Powiat Ostródzki (Kreis Osterode in Ostpreußen).
Kirchlich war Udzikau / Mertinsfelde evangelischerseits nach Tannenberg (polnisch Stębark), katholischerseits nach Gilgenburg (Dąbrówno) eingepfarrt.
Die Ortsstelle Udzikowo liegt an der heutigen Woiwodschaftsstraße 537 zwischen dem Ortskern von Marcinkowo und dem Dorf Frygnowo (Frögenau).